# Олшовани
Олшовани (слч. Olšovany) насељено је мјесто са административним статусом сеоске општине (слч. obec) у округу Кошице-околина, у Кошичком крају, Словачка Република.

## Становништво
| Година:    | 1994. | 2004.    | 2014.    | 2024.    |
| ---------- | ----- | -------- | -------- | -------- |
| Број људи: | 413   | 545      | 612      | 680      |
| Разлика:   |       | +31,96 % | +12,29 % | +11,11 % |

| Година:    | 2023. | 2024.   |
| ---------- | ----- | ------- |
| Број људи: | 681   | 680     |
| Разлика:   |       | -0,14 % |

Према подацима о броју становника из 2011. године насеље је имало 603 становника.